# Xavier Woods (fútbol americano)
Xavier Woods (West Monroe, Luisiana, 26 de julio de 1995) es un jugador profesional estadounidense de fútbol americano que se desempeña en la posición de safety en Carolina Panthers, equipo de la National Football League (NFL).

## Carrera
Fue seleccionado en la sexta ronda en la Reunión Anual de Selección de Jugadores de la NFL de 2017. Hizo su debut profesional con el equipo Dallas Cowboys, en el cual jugó cuatro temporadas (2017-2021), después pasó a Minnesota Vikings (2021-2022), luego a Carolina Panthers, donde lleva jugando dos temporadas.